# Scuola Grande di San Rocco
La Scuola Grande di San Rocco è un antico edificio di Venezia, situato nel sestiere di San Polo, in Campo San Rocco.

## Storia

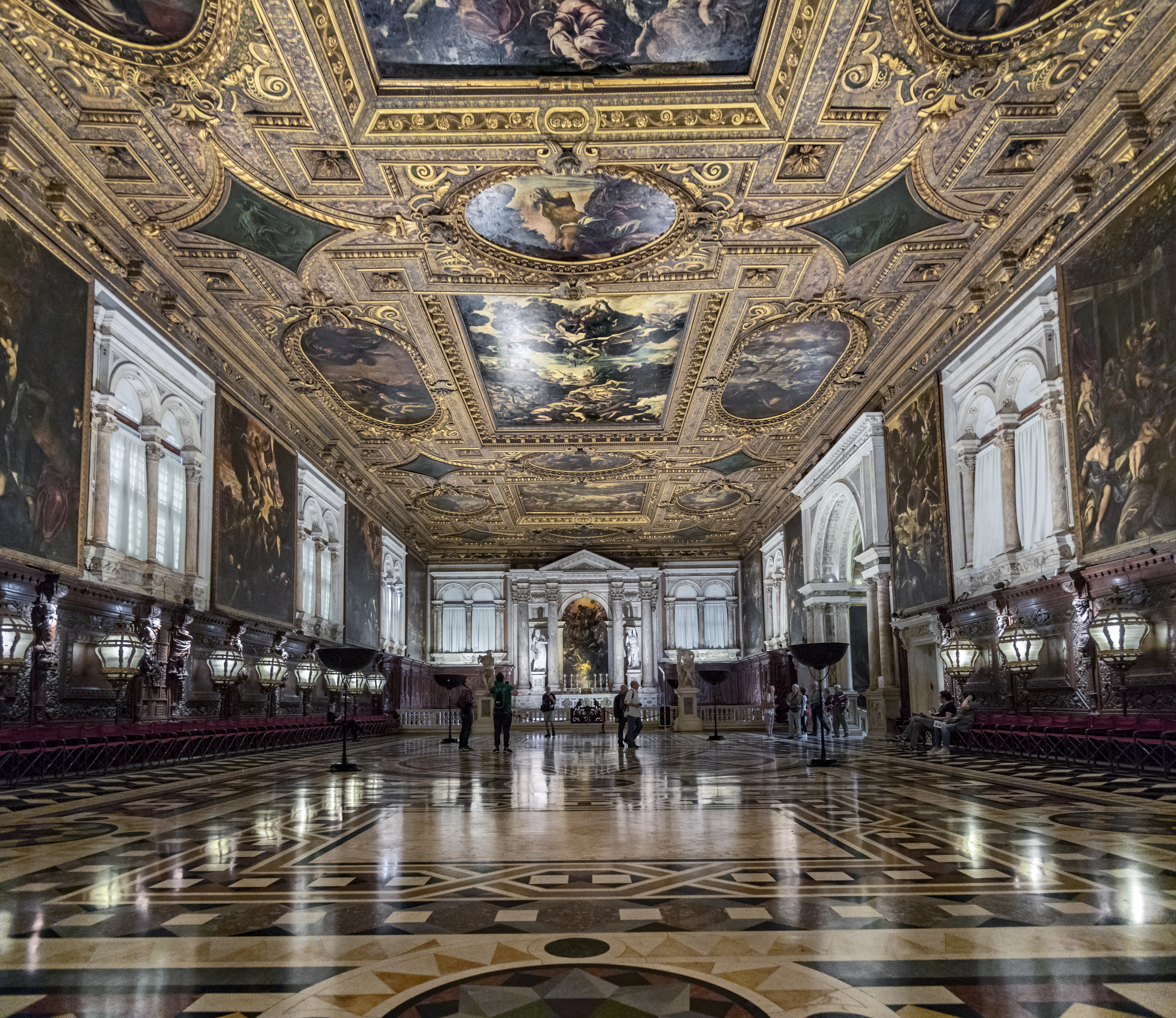
La Sala Capitolare

La Scuola Grande di San Rocco nacque come sede di una confraternita di laici, dediti ad opere benefiche. Istituitasi nel 1478 come una Scuola di devozione di battuti sotto il titolo di S. Rocco.
Lo statuto dei diritti e dei doveri dei confratelli era sancito dalla mariegola, approvata dal Consiglio dei X il 20 novembre del 1478. Nelle due mariegole possedute, si vede scandita la vita della Scuola e viene sancita la finalità caritativa della confraternita.
Nel 1480 la Scuola di San Rocco è nominata Scuola Grande. Avendo bisogno di uno spazio per costruire una chiesa, fu stipulata una convenzione con i Frati francescani conventuali (Frari), che permise alla Confraternita di San Rocco di avere a disposizione, a titolo completamente gratuito un terreno, che faceva parte del cimitero dei frati, posto sul lato sinistro dell’abside della chiesa. Nel 1489 la Scuola avviò la costruzione di una propria chiesa intitolata a San Rocco, che venne consacrata nel 1508.
La confraternita è divenuta Scuola Grande in grazia dell'accresciuto numero di confratelli, per le benemerenze acquistate nel lenire pubbliche calamità e per l'insigne reliquia, qui recata nel 1485, del corpo di S. Rocco, la cui protezione veniva invocata nelle epidemie, per essersi questo santo, nativo di Montpellier, dedicato in vita all'assistenza degli ammalati. Ispirandosi anzi ad una tradizione religiosa, il Santo veniva raffigurato in veste di pellegrino in atto di mostrare il bubbone pestilenziale, da cui era stato colpito durante il suo pietoso ufficio a Piacenza e da cui era stato miracolosamente curato da un angelo in un bosco in cui si era ritirato in compagnia del suo cane fedele che quotidianamente gli recava il cibo necessario. Dimorati prima nel piccolo edificio della Scoletta di San Rocco decisero di costruire una nuova sede, nel 1517 fu posata la prima pietra del grandioso edificio, la cui costruzione si protrasse per circa un cinquantennio.
La Scuola sorge al fianco della chiesa di San Rocco, santo a cui si votò la città di Venezia per chiedere la grazia durante la prima delle tre grandi epidemie di peste, quella del XIV secolo. 
Dedicata anch'essa al Santo protettore delle vittime della peste la Scuola venne eretta dove si trovavano i terreni della chiesa di San Pantalon e della Basilica di Santa Maria Gloriosa dei Frari. L'11 gennaio 1517 il progetto venne affidato a Pietro Bon (in passato era stato attribuito a Bartolomeo Bon il Giovane), il quale dovette tuttavia adeguarsi al progetto già formulato dagli organi dirigenti della Scuola. Il 3 giugno 1524 questi venne però sostituito da Sante Lombardo, a sua volta sostituito nel 1527 da Antonio Abbondi, detto lo Scarpagnino, che completò la costruzione sia all'interno - compresi lo scalone e la decorazione plastica - sia all'esterno dove fu aggiunto il piano superiore e inquadrato l'intero prospetto entro una cornice di colonne accostate a lesene. L'ultimo fu Giangiacomo de' Grigi, dal 1558 al 9 settembre 1560.

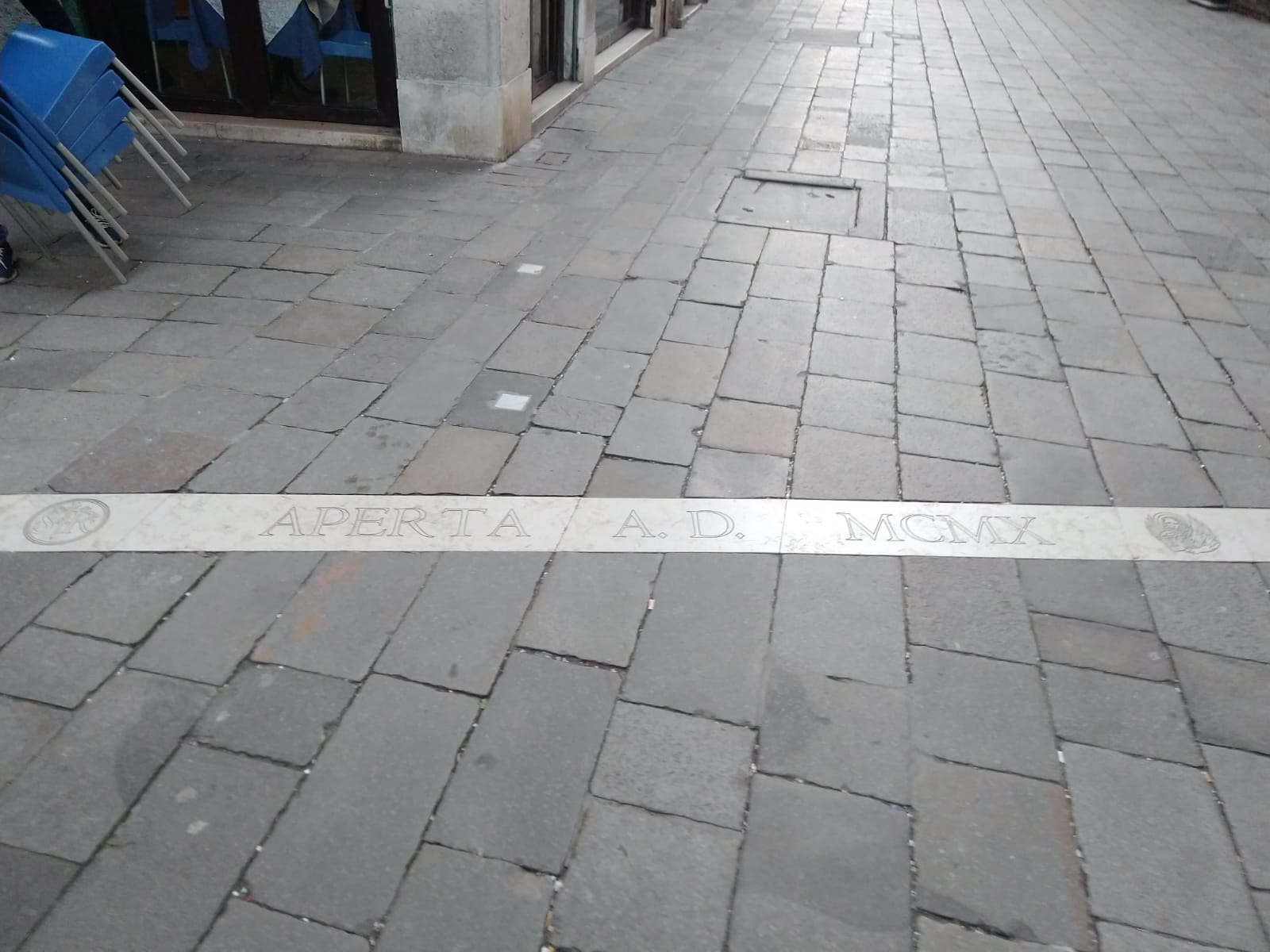
Luogo dov'era il muro di cinta.

Il progetto era simile a quello di altre Scuole veneziane ed era caratterizzato da due sale, una al primo e una al secondo piano. La Sala Terrena era composta da tre navate. Qui era ubicato l'ingresso diretto sul campo. Da questa sala si poteva accedere a quella superiore attraverso una scala “a tribunale”, interrotta da un pianerottolo coperto da una cupola. Meta delle processioni e luogo di riunione dei Confratelli, la sala superiore era caratterizzata da un altare in legno. Da qui, poi, si aveva accesso alla Sala dell'Albergo, dove si riunivano la Banca e la Zonta.
Nei primi del Novecento venne demolito il muro che cingeva l'area e collegava la Scuola alla Chiesa di san Rocco, e, spostata la statua di San Rocco, si venne a formare una nuova calle che si immetteva direttamente nel campo della confraternita.

## Descrizione

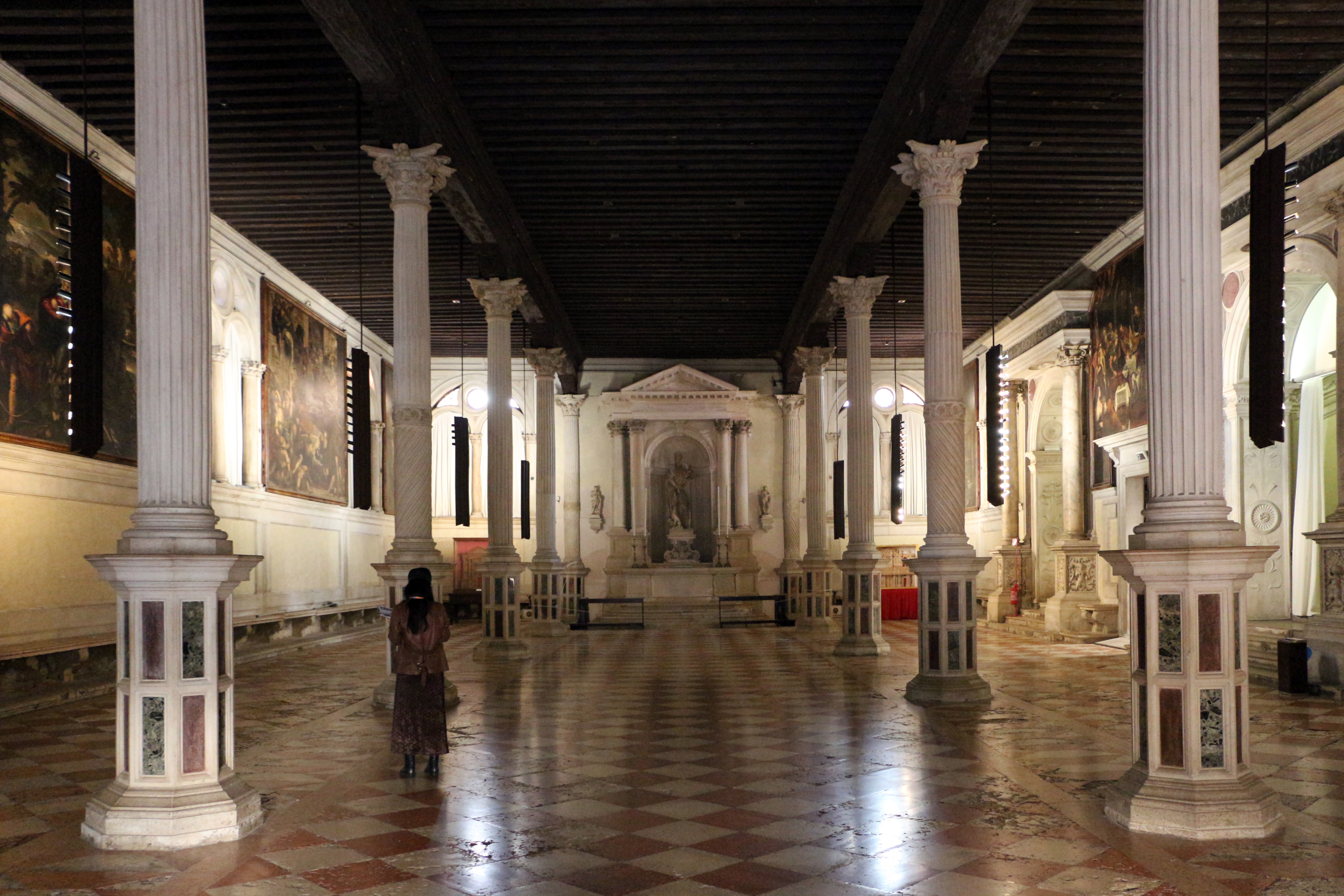
La Sala Terrena

Nel 1564 Tintoretto ottenne l'incarico di decorare la Scuola. Il meraviglioso ciclo di teleri, realizzato nelle tre Sale tra il 1564 e il 1588, per la sua unitarietà rappresenta per Venezia quello che per Roma è la Cappella Sistina.
Le principali opere sono: 
- Sala Terrena: del Tintoretto l'Annunciazione, l'Adorazione dei Magi, la Fuga in Egitto, la Strage degli innocenti, la Circoncisione, l'Assunzione di Maria. Vicino alle finestre in fondo alla sala, le due Sante: Santa Maria Egiziaca e Santa Maddalena.

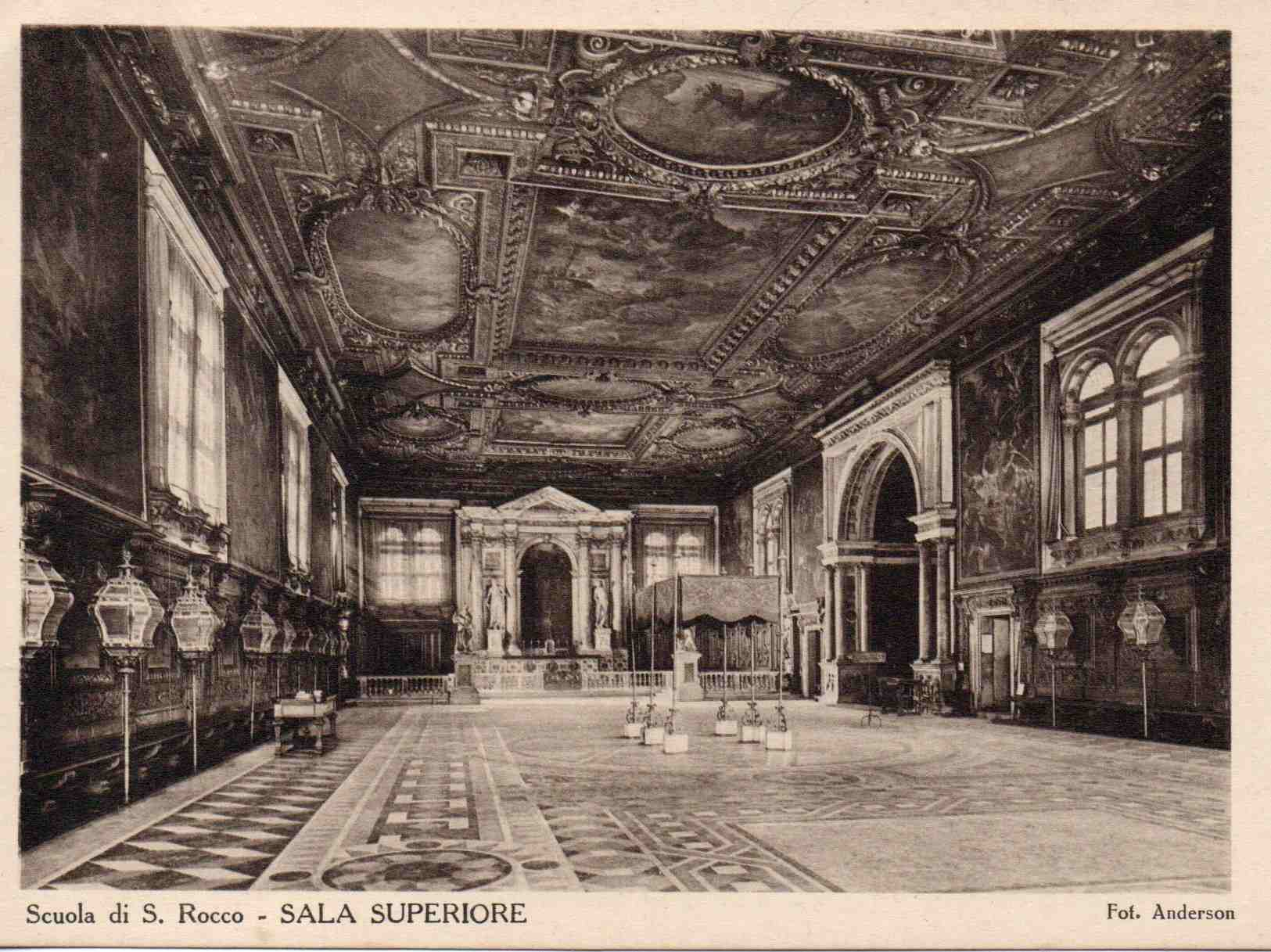
Sala capitolare

- Sala Capitolare: del Tintoretto Mosè fa scaturire l'acqua dalla roccia; Miracolo del serpente di bronzo; Caduta della manna; Battesimo; Probatica piscina, Resurrezione e Ascensione; Ultima cena; Moltiplicazione dei pani e dei pesci. Nel soffitto il racconto veterotestamentario si svolge in 21 riquadri con Adamo ed Eva; Mosè salvato dalle acque; I tre fanciulli nella fornace; L'Eterno appare a Mosè; Mosè fa scaturire l'acqua dalla roccia; La colonna di fuoco; Sansone trae acqua dalla mascella di un asino; Giona esce dal ventre della balena; Samuele e Saul; Visione di Ezechiele; Miracolo del serpente di bronzo; Scala di Giacobbe; Visione di Geremia; Sacrificio di Isacco; Elia sul carro di fuoco; Eliseo moltiplica i pani; Caduta della manna; Elia nutrito dall'angelo; Abramo e Melchisedech; La Pasqua degli Ebrei; Daniele salvato dall'angelo.

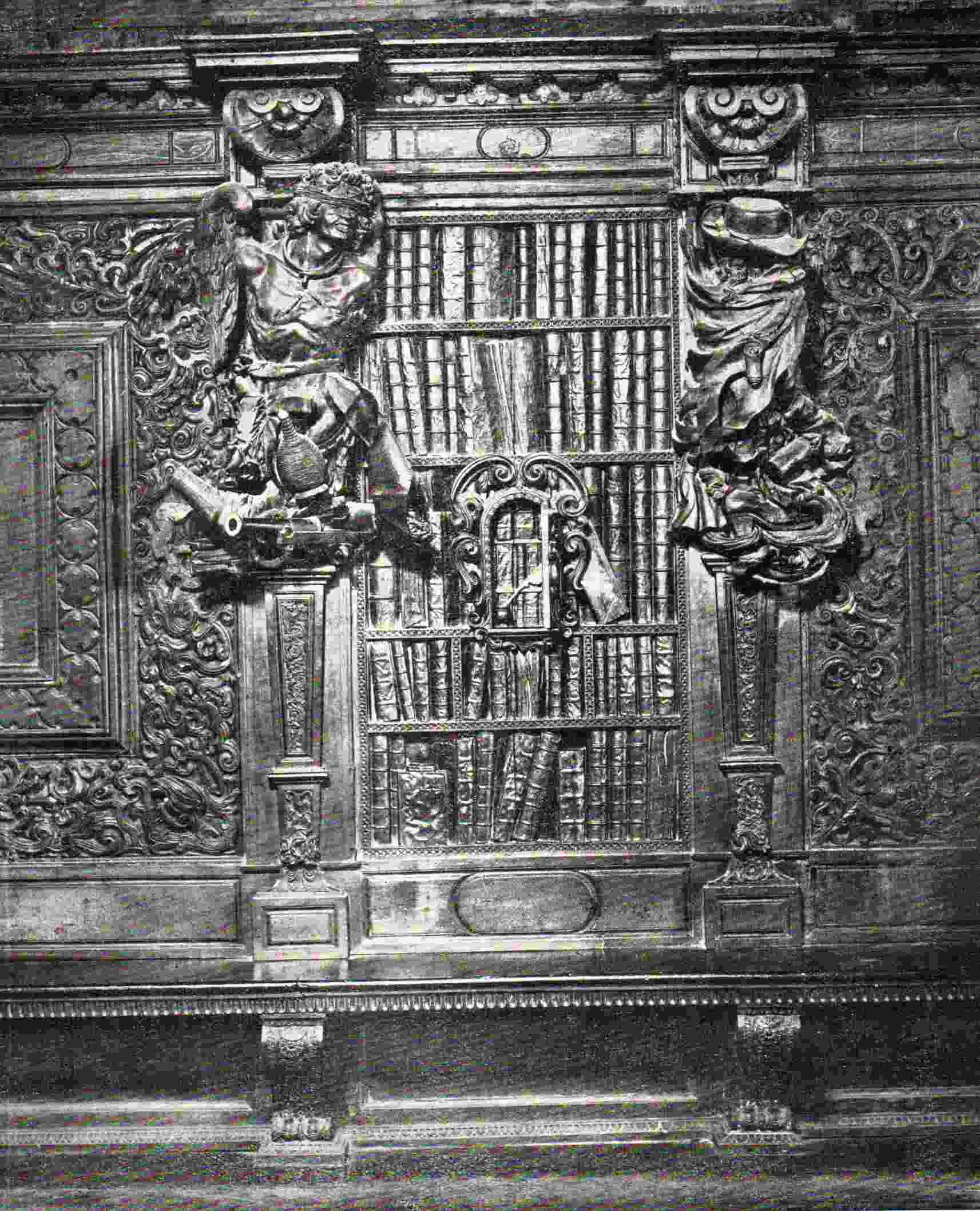
Pianta, dossali intagliati

Alle pareti del presbiterio dossali scolpiti in legno da Giovanni Marchiori che narrano 24 episodi della vita di San Rocco (1741-43), mentre nel resto della sala si dispiegano i dossali allegorici eseguiti da Francesco Pianta (1657-76).
- nella Sala dell'Albergo: del Tintoretto San Rocco in gloria, Allegorie delle Scuole Grandi di San Giovanni Evangelista, San Marco, San Teodoro, Carità e Misericordia; Cristo davanti a Pilato, Ecce homo, Salita al Calvario e Crocifissione.[9]

Inoltre vi si trovano il Cristo portacroce, di dubbia attribuzione tra Tiziano e Giorgione, l'Annunciazione di Tiziano, Abramo e gli angeli e Agar e Ismaele di Tiepolo, una Madonna con Bambino del sec. XIV di scuola bizantina, recuperata tramite un restauro eseguito nel 1998.
Nel Seicento, sullo scalone che collega il primo al secondo piano della Scuola, vennero collocati degli ampi teleri, che raffigurano la Vergine che appare agli appestati di Antonio Zanchi (1666) e la Madonna salva Venezia dalla peste di Pietro Negri (1673), mentre la cupola fu affrescata con la Carità con la fiaccola della Religione dinanzi ai poveri infermi presentati da san Rocco di Giovanni Antonio Fumiani. L'opera dello Zanchi è uno dei vertici della pittura barocca veneziana.
Tra il 1741 e il 1743, l’intagliatore Giovanni Marchiori, realizzò ventiquattro bassorilievi in legno che ritraggono la vita di San Rocco. Le opere adornano tutto il perimetro del presbiterio della Sala Capitolare, in particolare ricoprono gli sportelli degli armadi settecenteschi, che contenevano un tempo libri e documenti della Scuola.

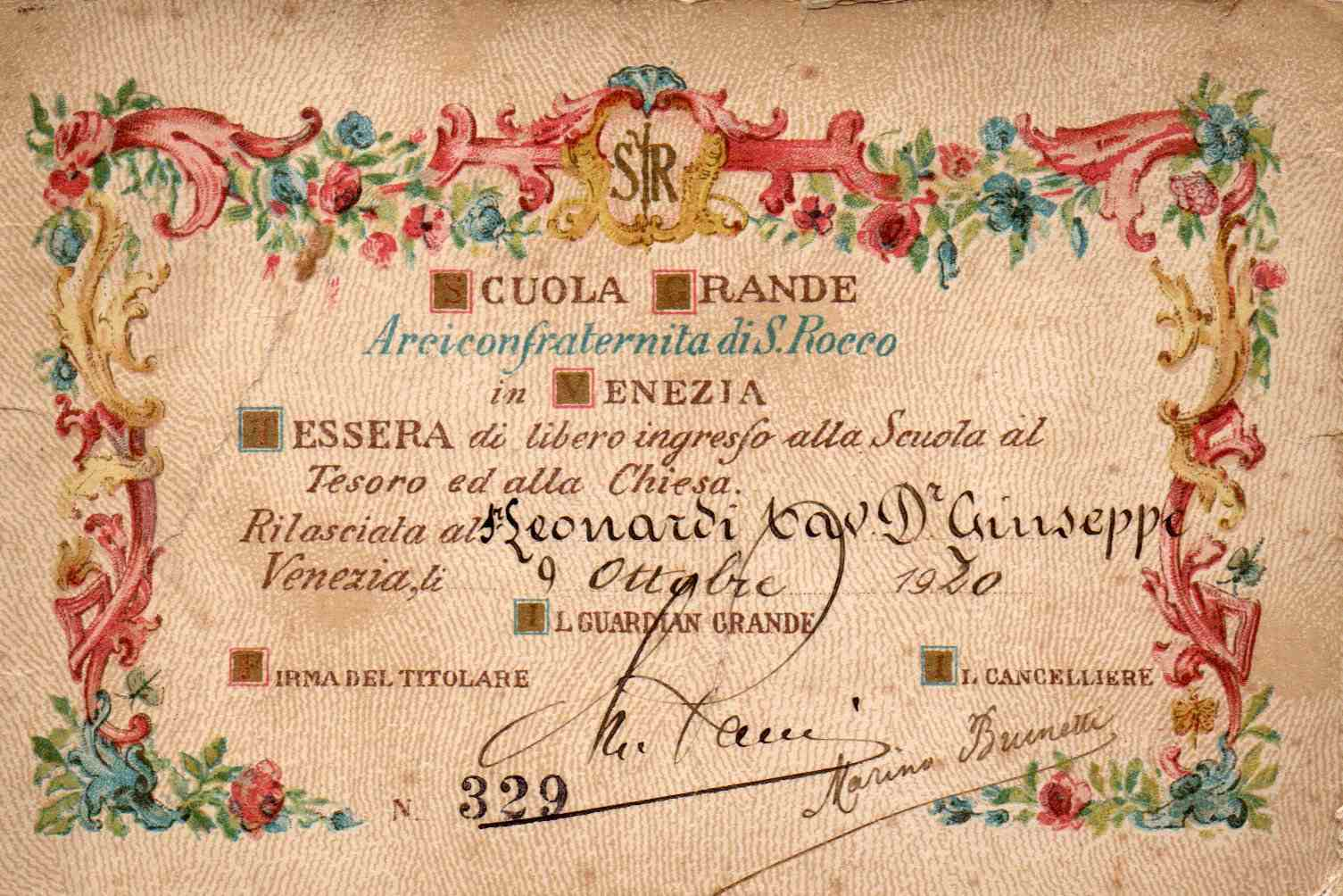
Tessera libero ingresso San Rocco

Al secondo piano dell'edificio, nei locali costruiti da Giorgio Fossati nel 1773, è ospitato il Tesoro della Scuola Grande di San Rocco. Le sale del Tesoro sono allestite con grandi armadi settecenteschi che ospitano oggetti destinati al culto religioso. Destinata alla custodia degli argenti e delle sacre reliquie, la grande stanza viene aperta al pubblico nel 1899 prendendo il nome di Sala del Tesoro. La sala verrà chiusa durante la Prima Guerra Mondiale per riaprire solo nel 2009.
Tra gli oggetti custoditi sono di particolare pregio l'Altarolo con la Madonna e il Bambino, e un candeliere ricavato da un ramo di corallo. Grazie allo studio dei documenti d'archivio è stato possibile riscontrare l'incremento del Tesoro, accresciutosi via via che la Scuola aumentava d'importanza nella società veneziana del tempo. Nel 1797 si verificò però un sostanzioso impoverimento del patrimonio.

## Le opere maggiori

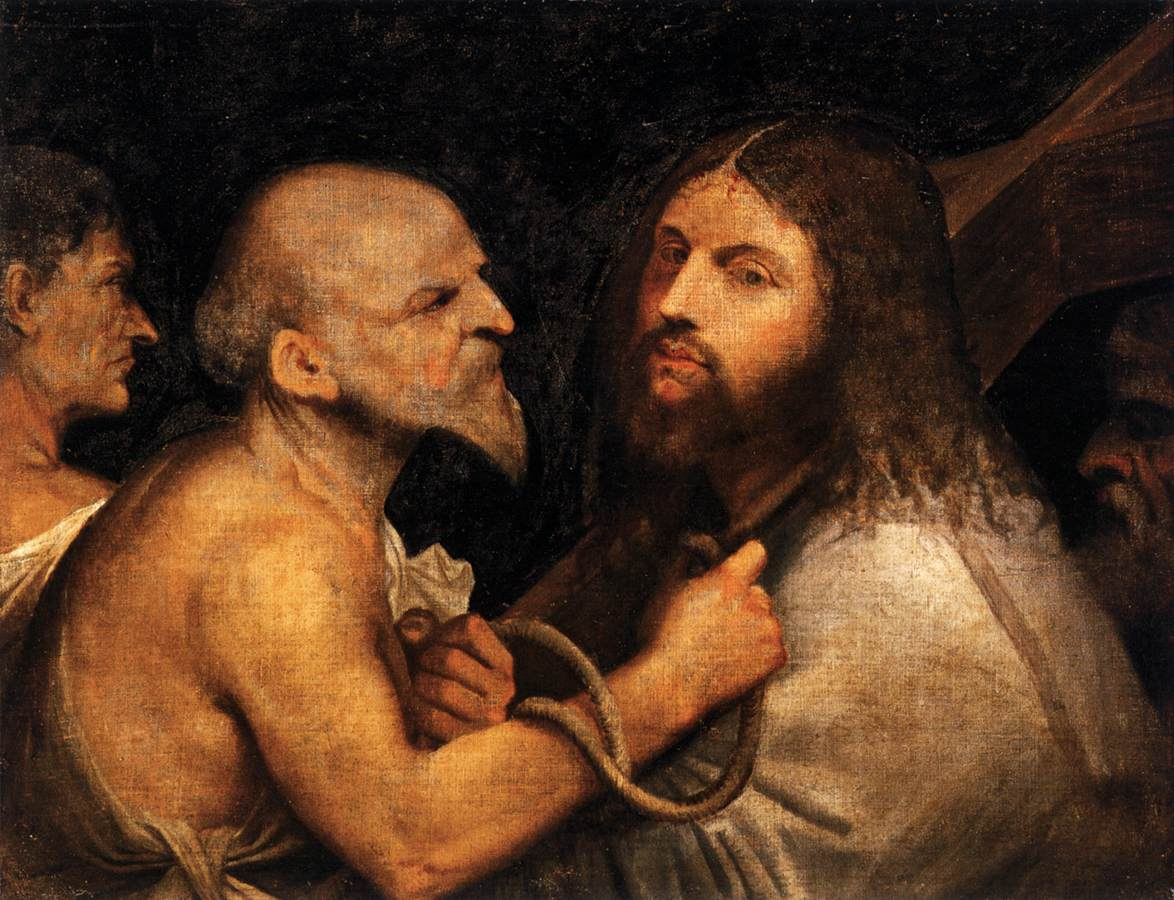
Giorgione o Tiziano, Cristo portacroce, 1508-1509 circa

### Giorgione o Tiziano
- Cristo portacroce, 1508-1509 circa

### Tintoretto

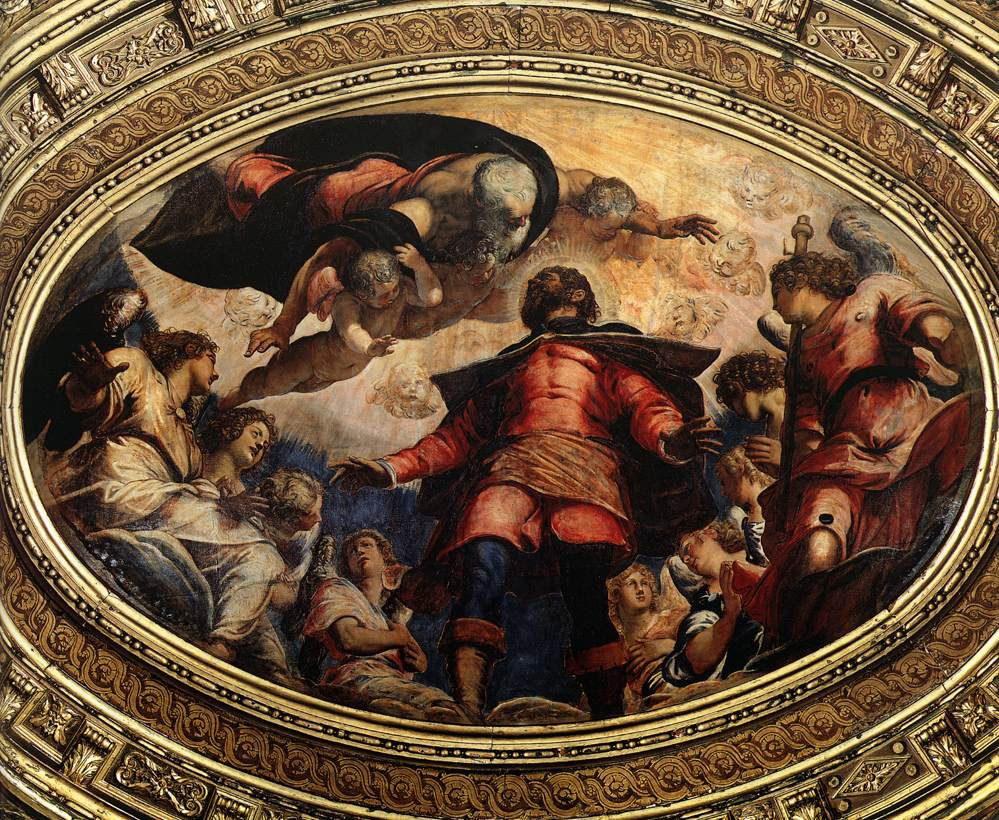
San Rocco in Gloria, 1564
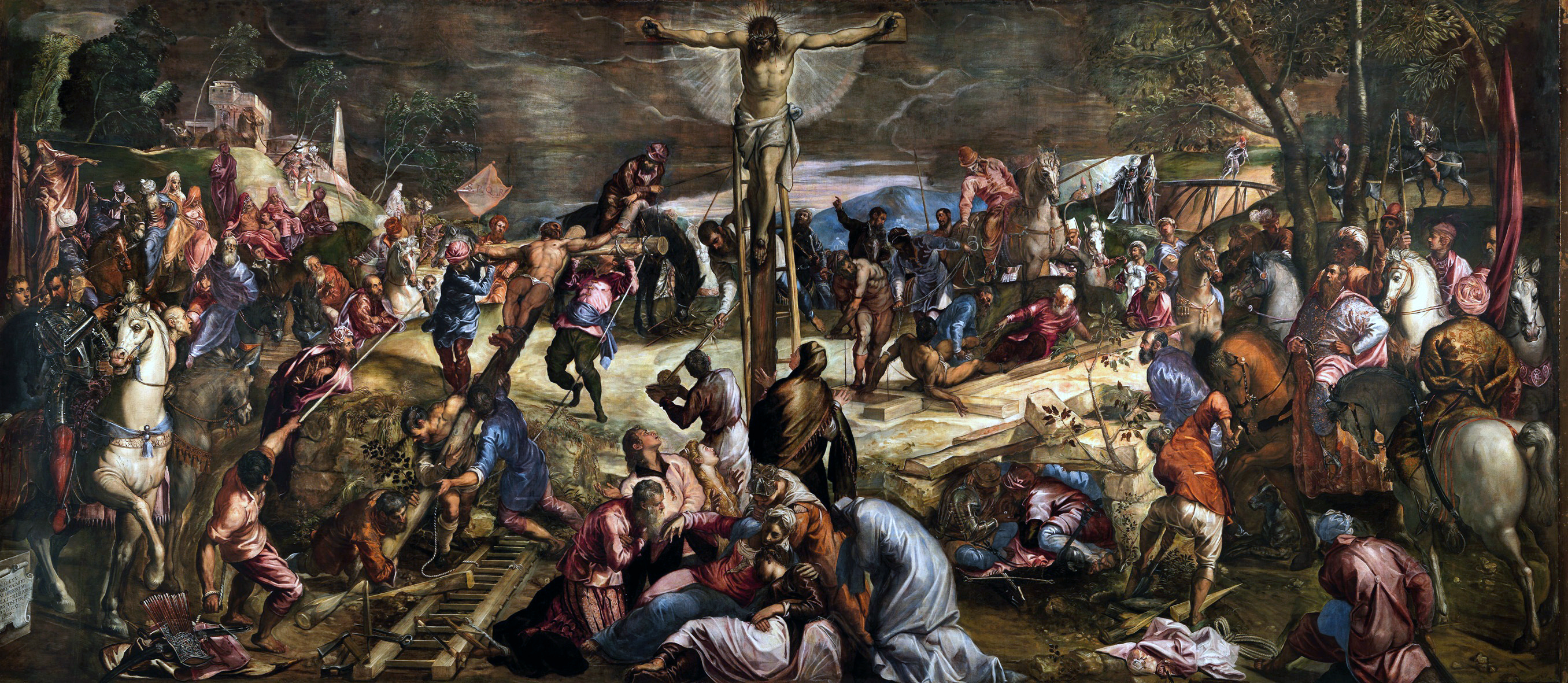
Crocifissione, 1565
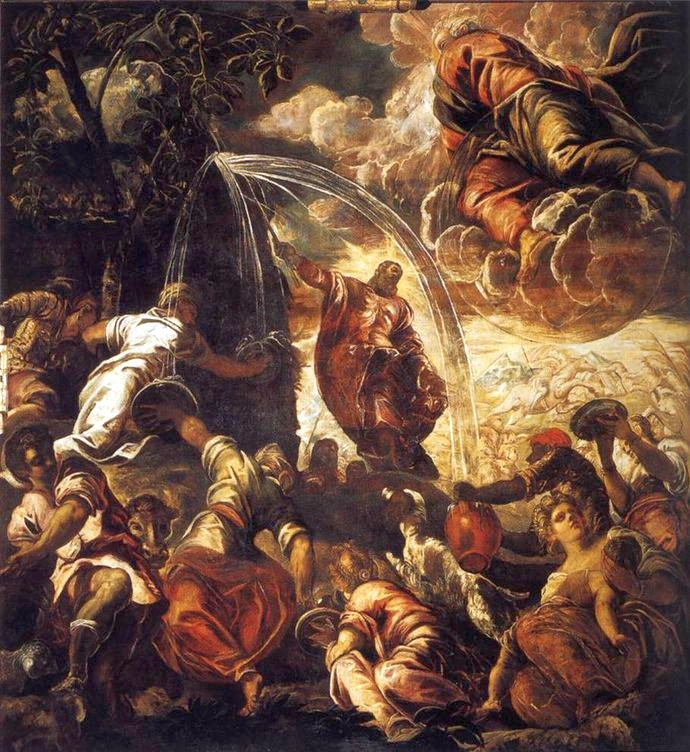
Mosè fa scaturire l'acqua dalla roccia, 1577
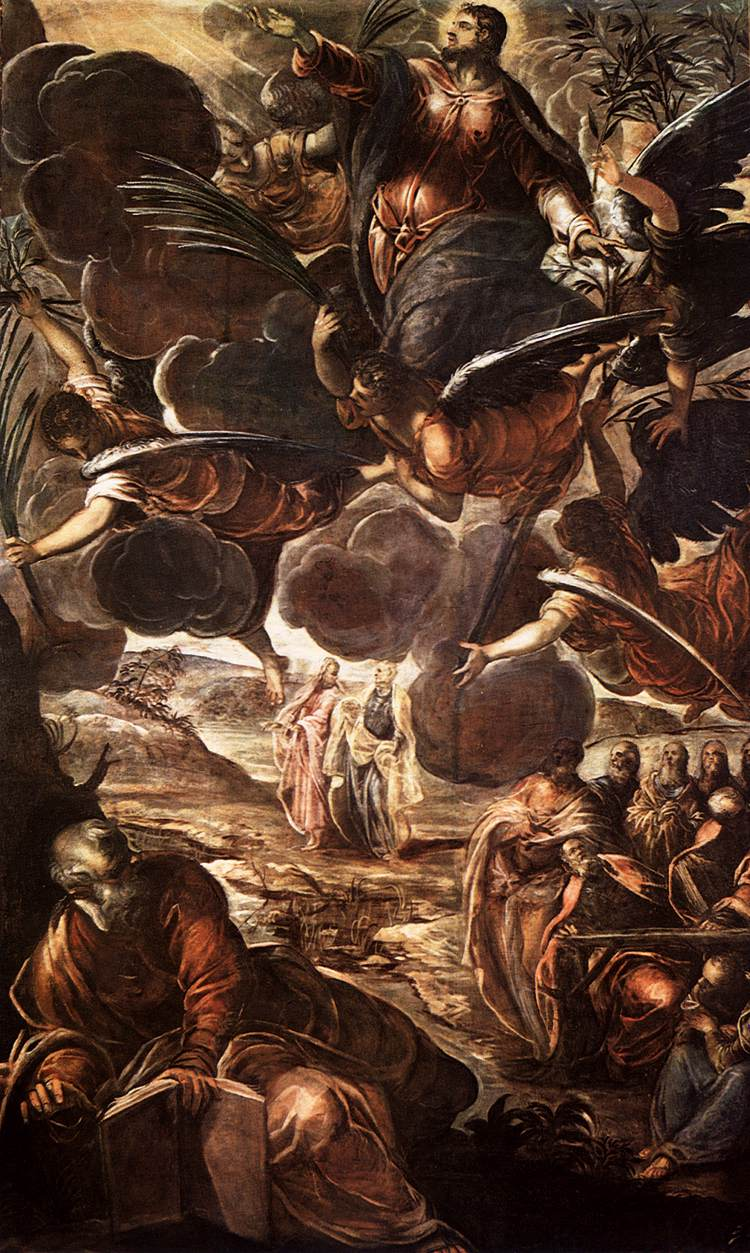
Ascensione, 1578-1581
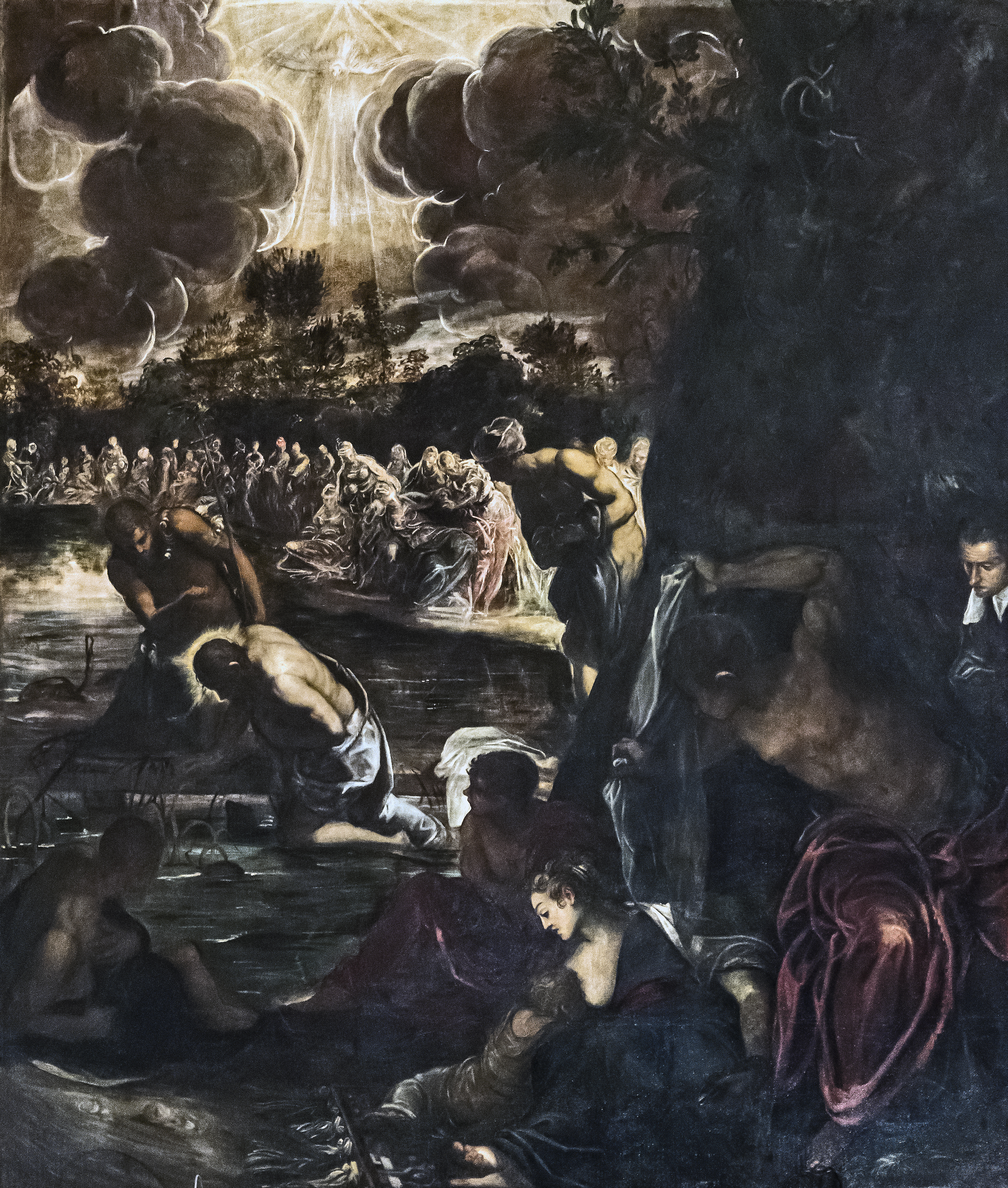
Battesimo di Cristo 1578-1581
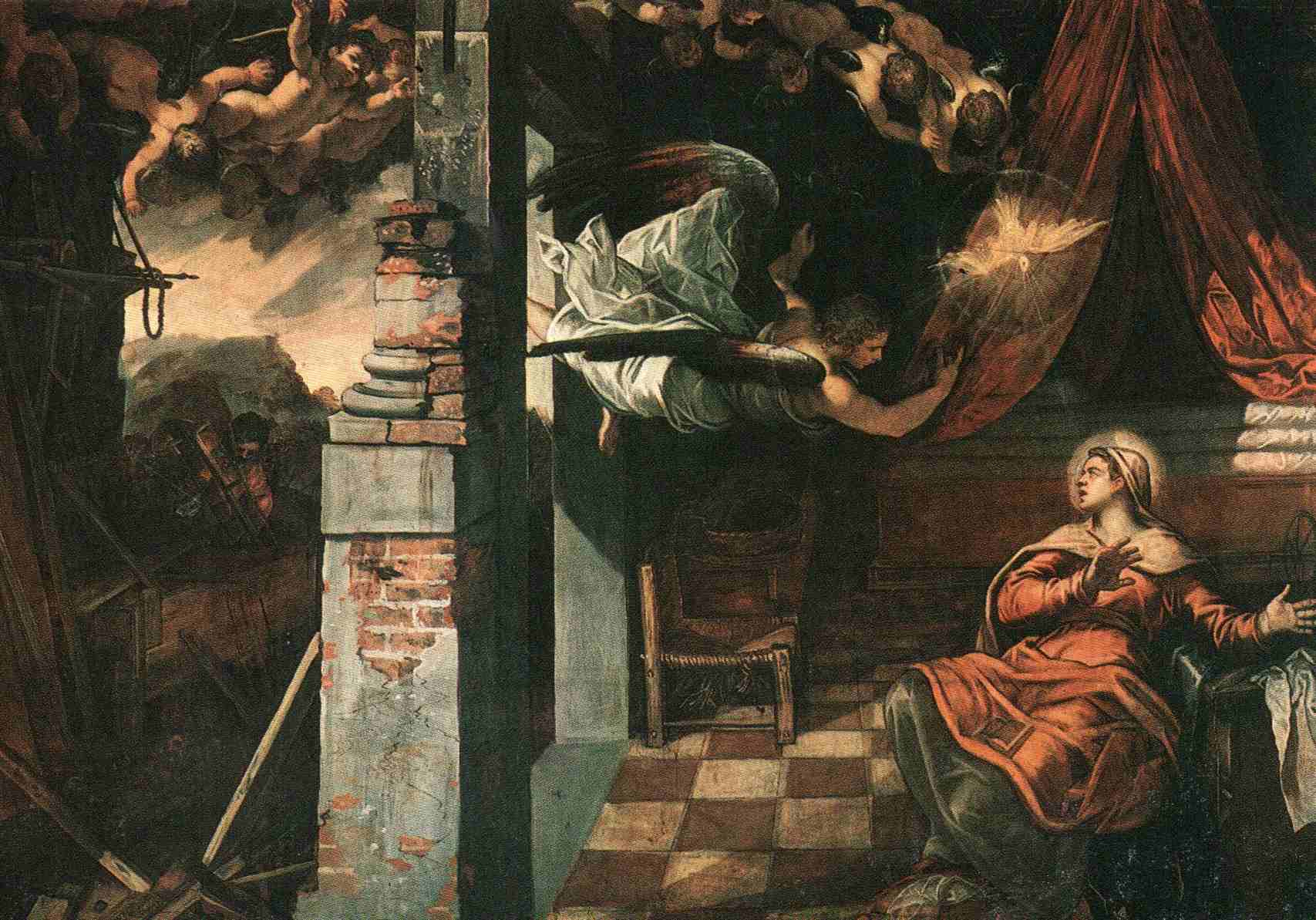
Annunciazione,  1582-87
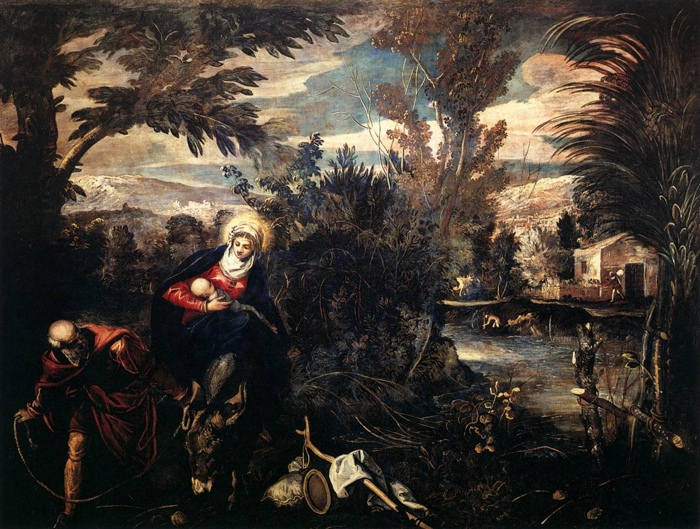
Fuga in Egitto, 1582-87
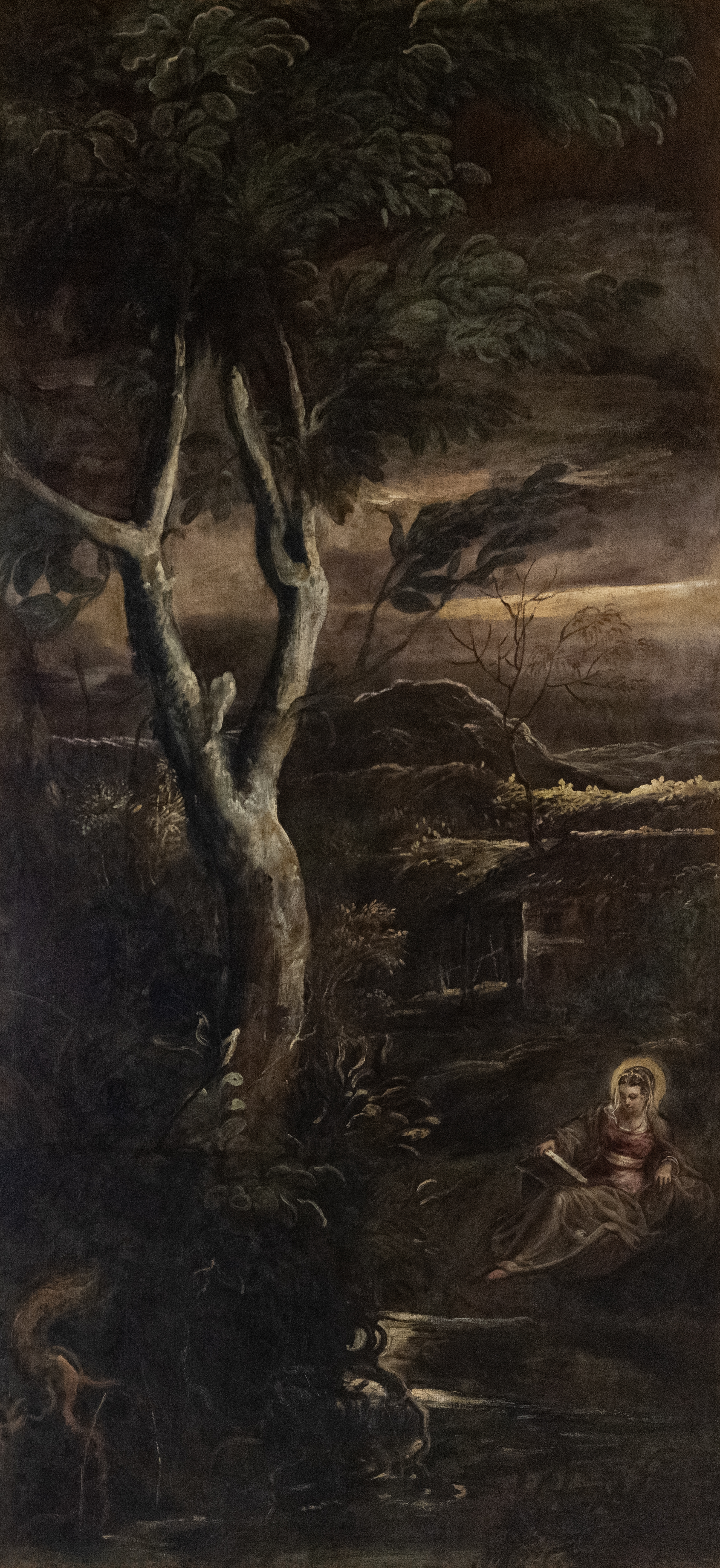
Santa Maria Maddalena, 1582-87
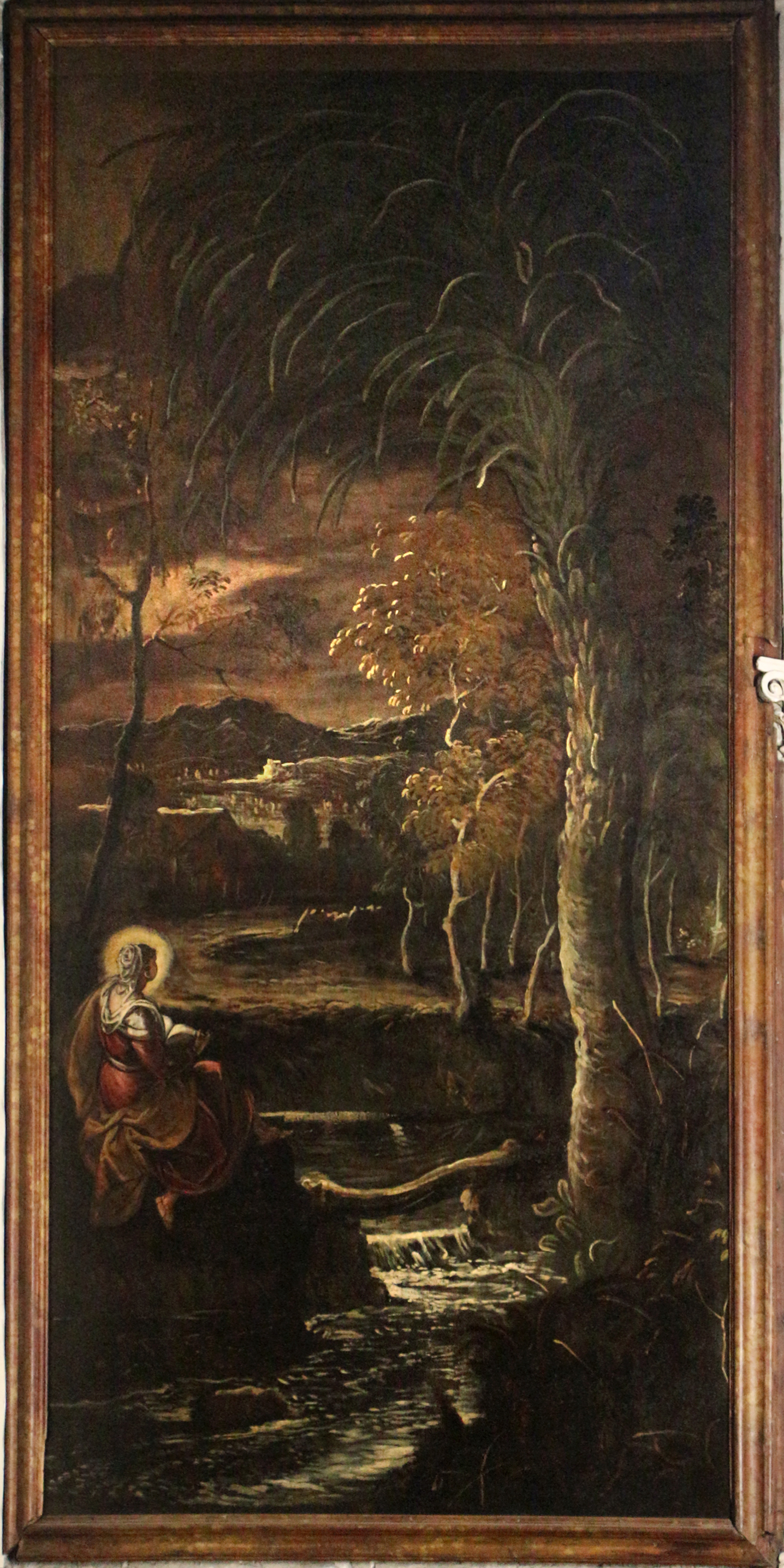
Santa Maria Egiziaca, 1582-87
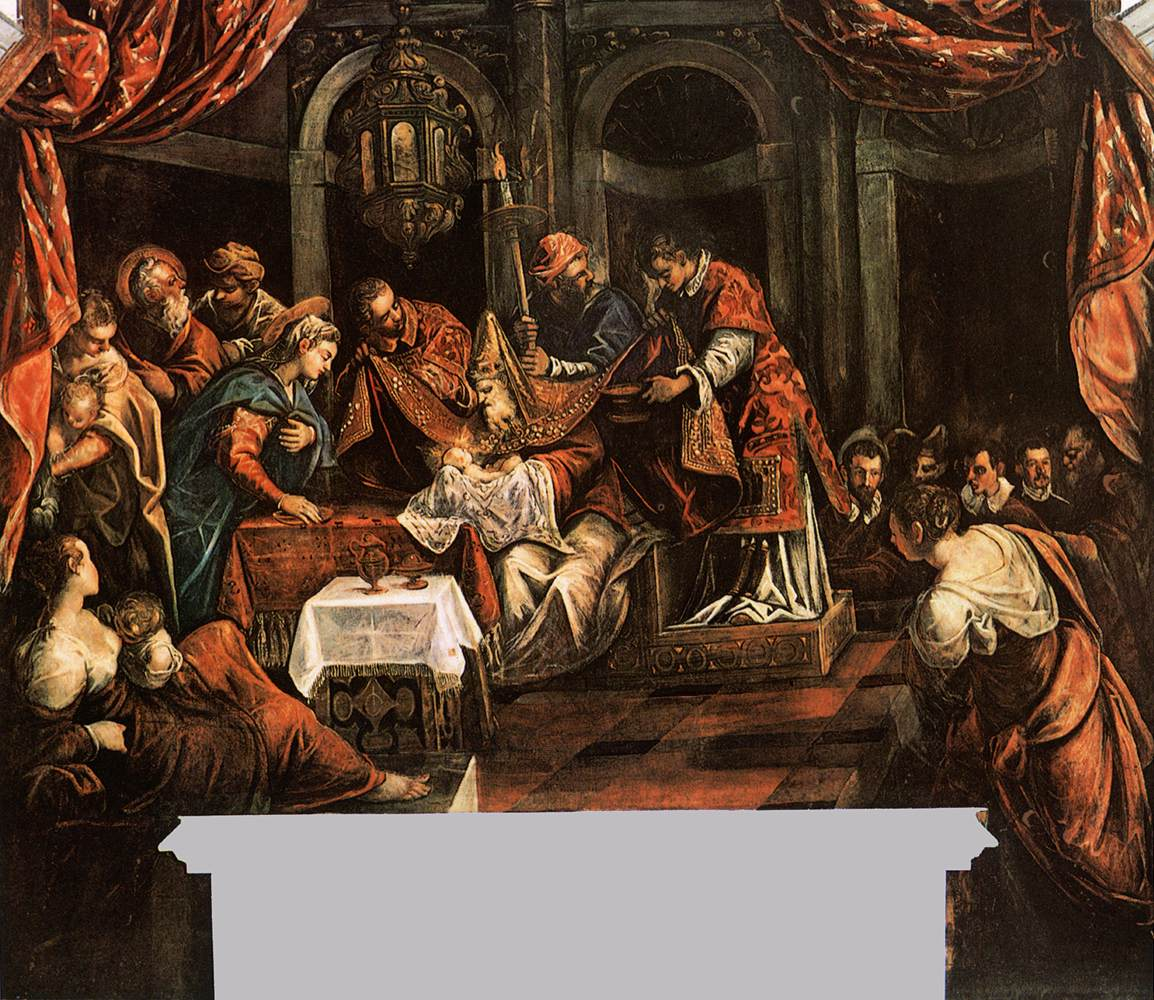
Circoncisione, 1582-1587
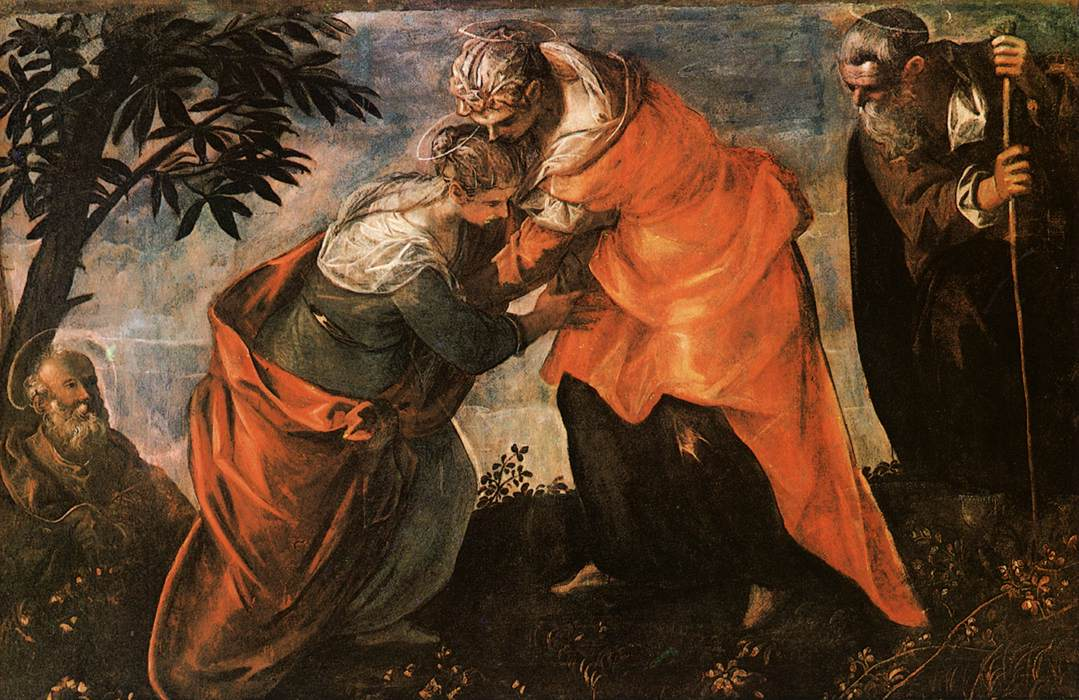
Visitazione, 1588
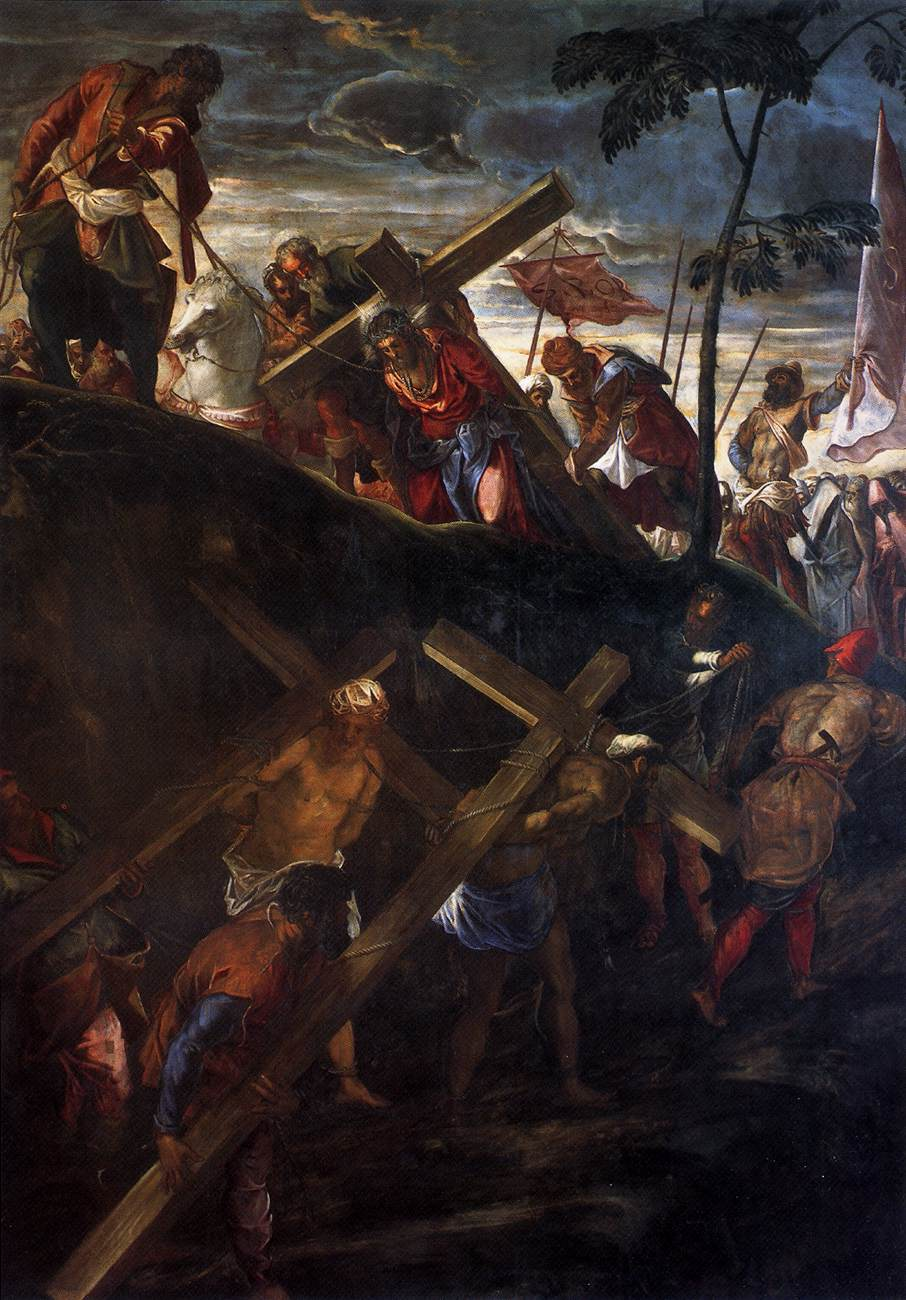
Salita al Calvario, 1565-1567

### Galleria di immagini

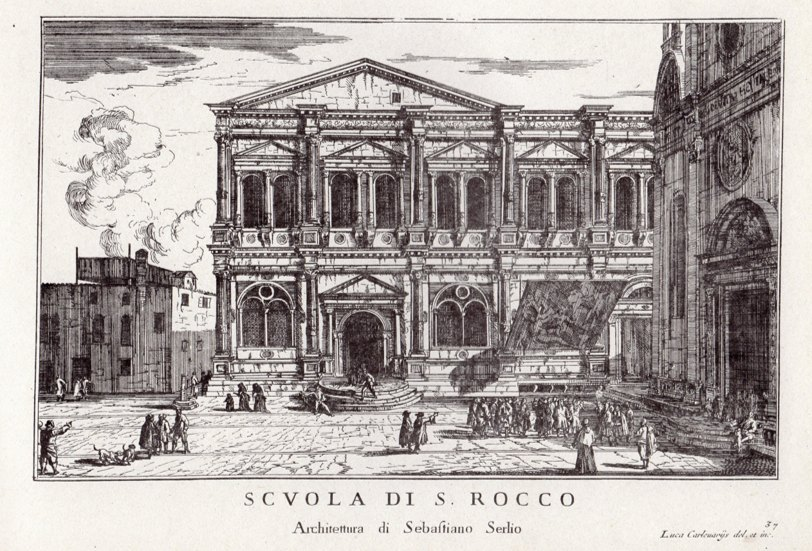
Luca Carlevarijs, San Rocco
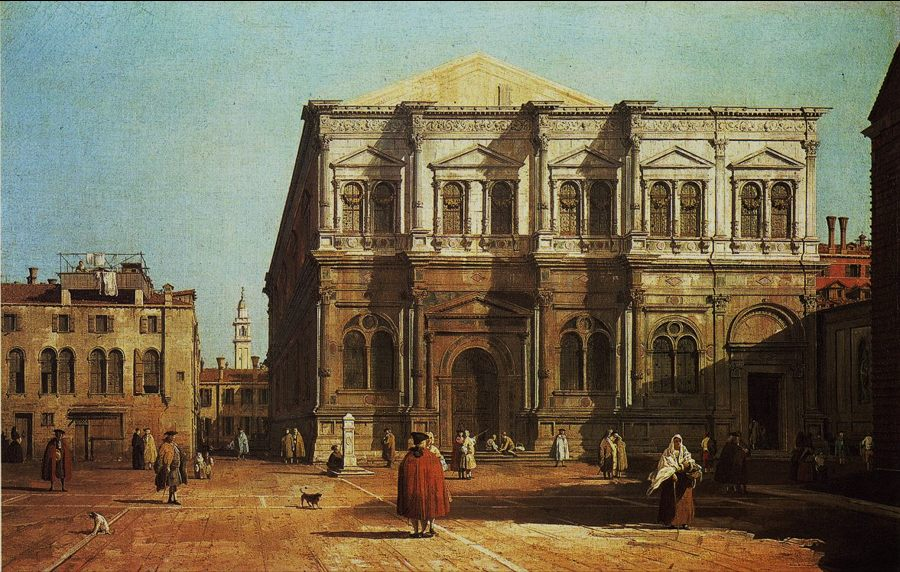
Giovanni Antonio Canal, San Rocco
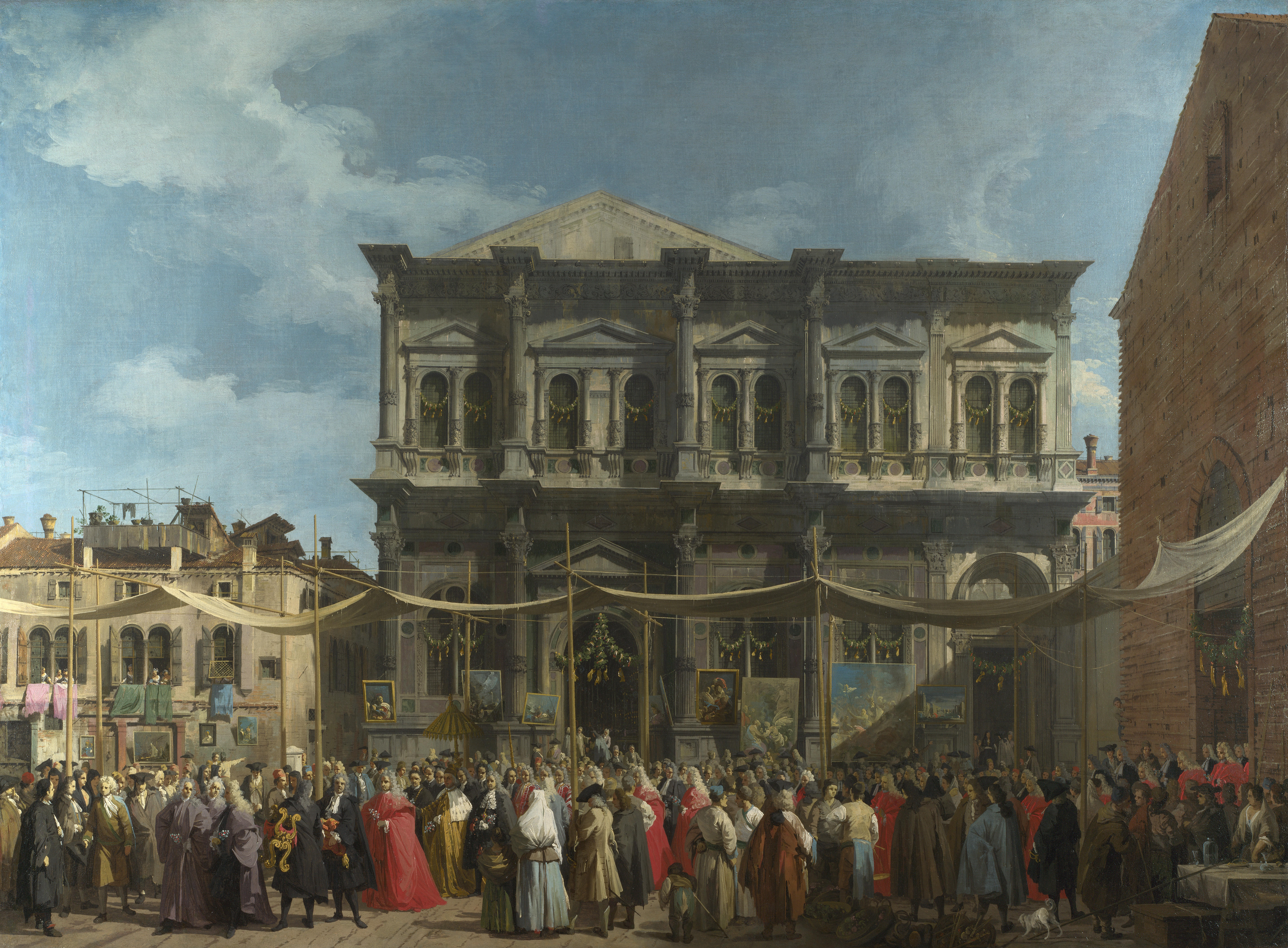
Giovanni Antonio Canal, Visita del doge a San Rocco, 1735
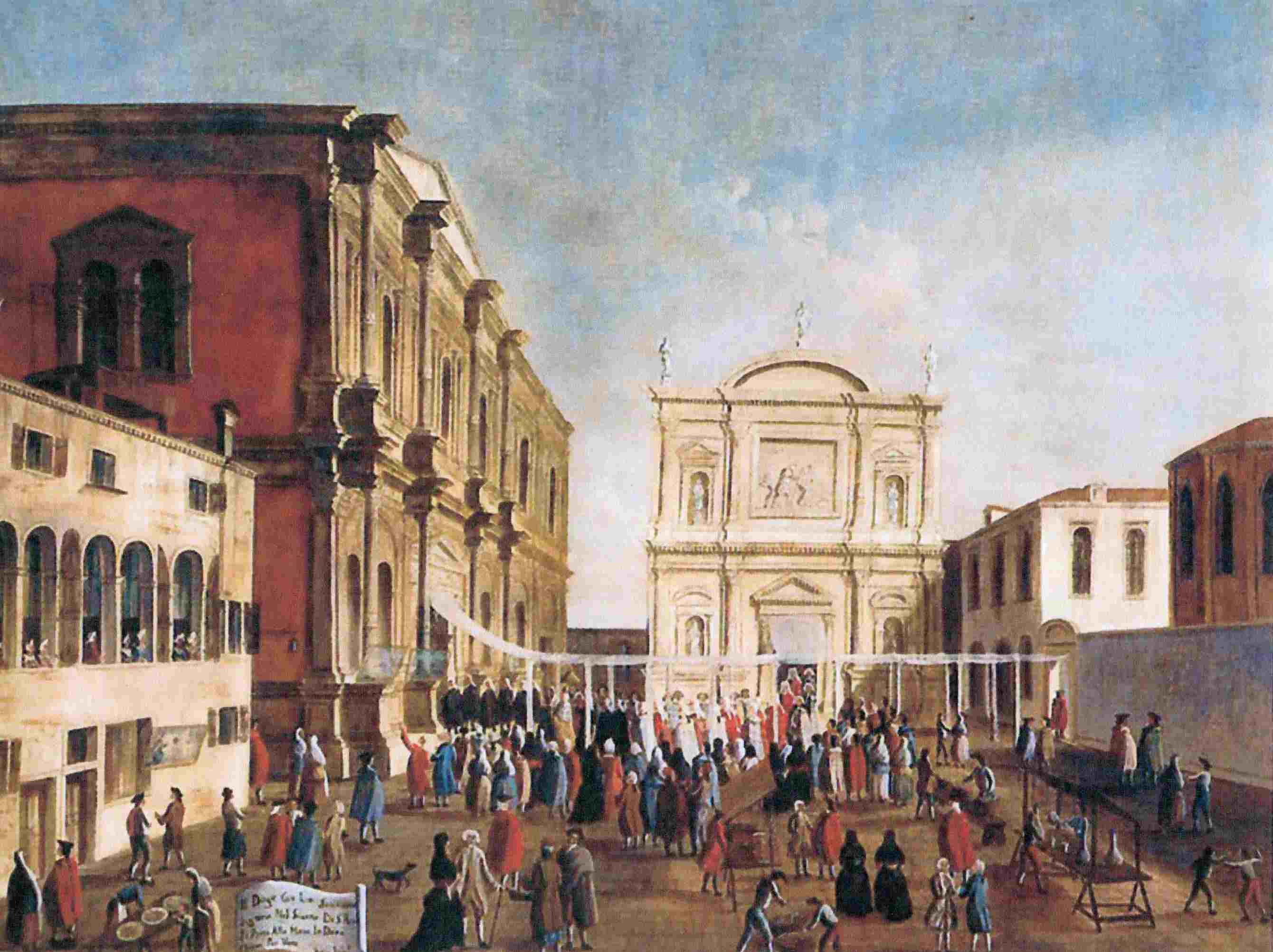
Gabriel Bella, San Rocco
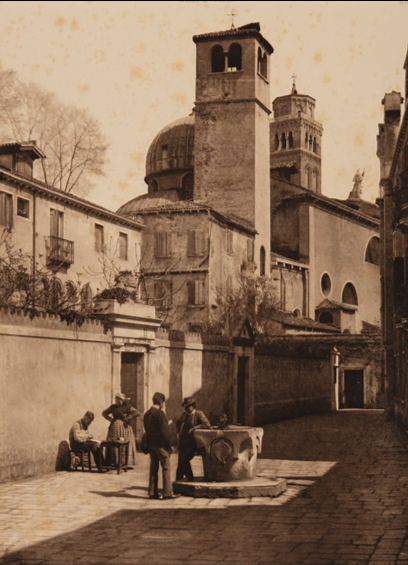
San Rocco, calle chiusa - de le Chiovere
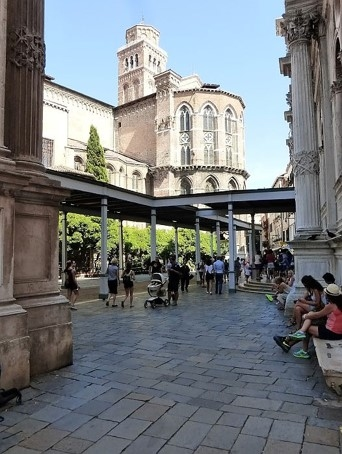
San Rocco, calle aperta
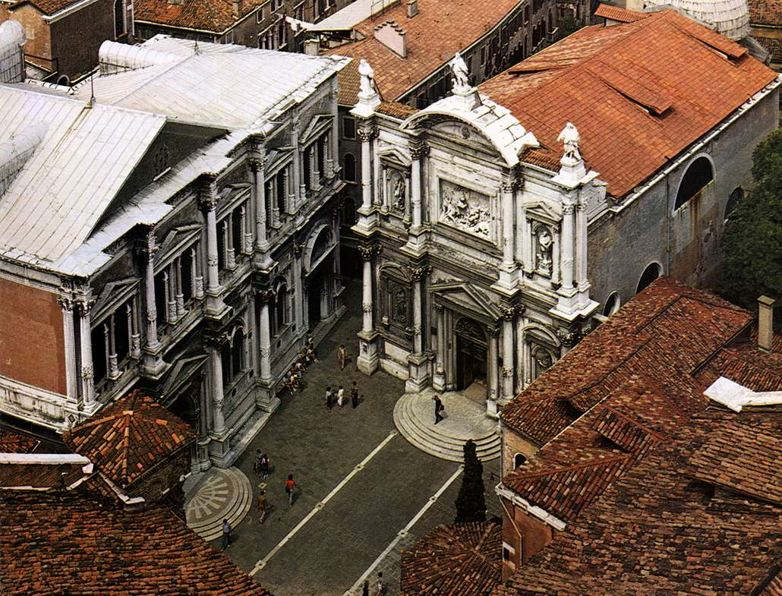
Visione aerea